# Radom (Grande-Pologne)
Pour les articles homonymes, voir Radom (homonymie).
Radom (prononciation : [ˈradɔm]) est un village polonais de la gmina de Ryczywół dans le powiat d'Oborniki de la voïvodie de Grande-Pologne dans le centre-ouest de la Pologne.
Il se situe à environ 7 kilomètres au nord-ouest de Ryczywół (siège de la gmina), à 23 kilomètres au nord d'Oborniki (siège du powiat), et à 50 kilomètres au nord de Poznań (capitale de la Grande-Pologne).

## Histoire
De 1975 à 1998, le village faisait partie du territoire de la voïvodie de Piła.

Depuis 1999, Radom est situé dans la voïvodie de Grande-Pologne.